# Corts de Barcelona (1228)

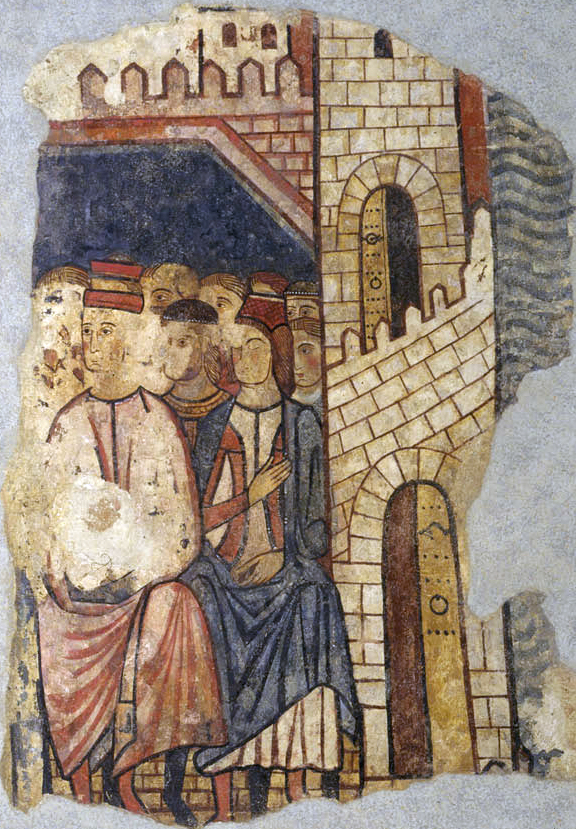
Representació de les Corts de 1228 a les pintures murals de la conquesta de Mallorca

Les Corts Catalanes celebrades el desembre de 1228, sota el regnat de Jaume el Conqueridor tingueren com a escenari Barcelona i en elles amb representants dels estaments socials de l'època es decidí després de tres dies de deliberacions, la Conquesta de Mallorca.